# Renault Kangoo
Renault Kangoo [kɑ̃ˈɡu] er et leisure activity vehicle fra den franske bilfabrikant Renault, som kom på markedet i oktober 1997 som efterfølger for Renault Rapid, Express og Extra. Bilen bliver bygget i Maubeuge i Nordfrankrig nær den belgiske grænse af firmaet Maubeuge Construction Automobile.
Kangoo er ligesom sin forgænger en rummelig bil med lave anskaffelses- og vedligeholdelsesomkostninger. Alt efter version er bilen egnet som stationcar, varebil, taxi eller handicaptransporter. På det franske hjemmemarked og i Sverige bliver Kangoo primært solgt som varebil. 
I januar 2008 kom den anden generation af Kangoo på markedet. I 2012 vandt Kangoo Z.E. prisen Van of the Year.
Den tredje generation af Renault Kangoo er præfigureret af Renault Kangoo ZE konceptet præsenteret den 23. april 2019.

## Generationer
- Kangoo I
1997−2009
- Kangoo II
2007−2021
- Kangoo III
2021−